# Campionati mondiali di pattinaggio di velocità - Sprint
I Campionati mondiali di pattinaggio di velocità - Sprint sono una competizione sportiva di pattinaggio di velocità a cadenza biennale organizzata dall'International Skating Union (ISU). Le gare si svolgono nell'arco di due giorni, con gli atleti che corrono due gare al giorno: 500 m e 1.000 m. I risultati delle quattro gare vengono convertiti in punti e il pattinatore con il punteggio totale più basso vince il campionato.

## Regolamento
Si disputano due manche sui 500 m ed altrettante sui 1000 m, alla fine una classifica combinata assegnerà l'unico titolo in palio.

## Albo d'oro

### Uomini
| Anno | Sede           | Oro                         | Argento                     | Bronzo                      |
| 1970 | West Allis     | Valerij Muratov             | Keiichi Suzuki              | Magne Thomassen             |
| 1971 | Inzell         | Erhard Keller               | Ove König                   | Ard Schenk                  |
| 1972 | Eskilstuna     | Leo Linkovesi               | Valerij Muratov             | Ard Schenk                  |
| 1973 | Oslo           | Valerij Muratov             | Jos Valentijn               | Eppie Bleeker               |
| 1974 | Innsbruck      | Per Bjørang                 | Masaki Suzuki               | Eppie Bleeker               |
| 1975 | Göteborg       | Aleksandr Safronov          | Evgenij Kulikov             | Valerij Muratov             |
| 1976 | Berlino Ovest  | Johan Granath               | Dan Immerfall               | Peter Mueller               |
| 1977 | Alkmaar        | Eric Heiden                 | Peter Mueller               | Evgenij Kulikov             |
| 1978 | Lake Placid    | Eric Heiden                 | Frode Rønning               | Johan Granath               |
| 1979 | Inzell         | Eric Heiden                 | Gaétan Boucher              | Frode Rønning               |
| 1980 | West Allis     | Eric Heiden                 | Gaétan Boucher              | Tom Plant                   |
| 1981 | Grenoble       | Frode Rønning               | Sergej Chlebnikov           | Anatolij Medennikov         |
| 1982 | Alkmaar        | Sergej Chlebnikov           | Gaétan Boucher              | Frode Rønning               |
| 1983 | Helsinki       | Akira Kuroiwa               | Pavel Pegov                 | Hilbert van der Duim        |
| 1984 | Trondheim      | Gaétan Boucher              | Sergej Chlebnikov           | Kai Arne Engelstad          |
| 1985 | Heerenveen     | Igor' Železovski            | Gaétan Boucher              | Dan Jansen                  |
| 1986 | Karuizawa      | Igor' Železovski            | Dan Jansen                  | Akira Kuroiwa               |
| 1987 | Sainte-Foy     | Akira Kuroiwa               | Nick Thometz                | Yukihiro Mitani             |
| 1988 | West Allis     | Dan Jansen                  | Uwe-Jens Mey                | Eric Flaim                  |
| 1989 | Heerenveen     | Igor' Železovski            | Uwe-Jens Mey                | Andrej Bačvalov             |
| 1990 | Tromsø         | Bae Ki-Tae                  | Andrej Bačvalov             | Igor' Železovski            |
| 1991 | Inzell         | Igor' Železovski            | Uwe-Jens Mey                | Toshiyuki Kuroiwa           |
| 1992 | Oslo           | Igor' Železovski            | Dan Jansen                  | Toshiyuki Kuroiwa           |
| 1993 | Ikaho          | Igor' Železovski            | Yasunori Miyabe             | Hiroyasu Shimizu            |
| 1994 | Calgary        | Dan Jansen                  | Sergej Klevčenja            | Junichi Inoue               |
| 1995 | Milwaukee      | Kim Yun-Man                 | Hiroyasu Shimizu            | Yasunori Miyabe             |
| 1996 | Heerenveen     | Sergej Klevčenja            | Hiroyasu Shimizu            | Manabu Horii                |
| 1997 | Hamar          | Sergej Klevčenja            | Roger Strøm                 | Casey FitzRandolph          |
| 1998 | Berlino        | Jan Bos                     | Jeremy Wotherspoon          | Erben Wennemars             |
| 1999 | Calgary        | Jeremy Wotherspoon          | Jan Bos                     | Hiroyasu Shimizu            |
| 2000 | Seul           | Jeremy Wotherspoon          | Mike Ireland                | Hiroyasu Shimizu            |
| 2001 | Inzell         | Mike Ireland                | Hiroyasu Shimizu            | Jeremy Wotherspoon          |
| 2002 | Hamar          | Jeremy Wotherspoon          | Casey FitzRandolph          | Mike Ireland                |
| 2003 | Calgary        | Jeremy Wotherspoon          | Gerard van Velde            | Erben Wennemars             |
| 2004 | Nagano         | Erben Wennemars             | Jeremy Wotherspoon          | Mike Ireland                |
| 2005 | Salt Lake City | Erben Wennemars             | Jeremy Wotherspoon          | Joey Cheek                  |
| 2006 | Heerenveen     | Joey Cheek                  | Dmitrij Dorofeev            | Jan Bos                     |
| 2007 | Hamar          | Lee Kyou-Hyuk               | Pekka Koskela               | Shani Davis                 |
| 2008 | Heerenveen     | Lee Kyou-Hyuk               | Jeremy Wotherspoon          | Moon Jun                    |
| 2009 | Mosca          | Shani Davis                 | Keiichiro Nagashima         | Simon Kuipers               |
| 2010 | Obihiro        | Lee Kyou-Hyuk               | Lee Kang-Seok               | Keiichiro Nagashima         |
| 2011 | Heerenveen     | Lee Kyou-Hyuk               | Mo Tae-Bum                  | Shani Davis                 |
| 2012 | Calgary        | Stefan Groothuis            | Lee Kyou-Hyuk               | Mo Tae-Bum                  |
| 2013 | Salt Lake City | Michel Mulder               | Pekka Koskela               | Hein Hotterspeer            |
| 2014 | Nagano         | Michel Mulder               | Shani Davis                 | Daniel Greig                |
| 2015 | Astana         | Pavel Kulizhnikov           | Hein Otterspeer             | Aleksei Yesin               |
| 2016 | Seul           | Pavel Kulizhnikov           | Kjeld Nuis                  | Kai Verbij                  |
| 2017 | Calgary        | Kai Verbij                  | Håvard Holmefjord Lorentzen | Kjeld Nuis                  |
| 2018 | Changchun      | Håvard Holmefjord Lorentzen | Kjeld Nuis                  | Kai Verbij                  |
| 2019 | Heerenveen     | Pavel Kulizhnikov           | Tatsuya Shinhama            | Kjeld Nuis                  |
| 2020 | Hamar          | Tatsuya Shinhama            | Laurent Dubreuil            | Cha Min-kyu                 |
| 2022 | Hamar          | Thomas Krol                 | Kai Verbij                  | Håvard Holmefjord Lorentzen |
| 2024 | Inzell         | Ning Zhongyan               | Jenning de Boo              | Laurent Dubreuil            |

### Donne
| Anno | Sede           | Oro                       | Argento                         | Bronzo                      |
| 1970 | West Allis     | Ljudmila Titova           | Nina Statkevič                  | Atje Keulen-Deelstra        |
| 1971 | Inzell         | Ruth Schleiermacher       | Anne Henning                    | Dianne Holum                |
| 1972 | Eskilstuna     | Monika Pflug              | Dianne Holum                    | Ljudmila Titova             |
| 1973 | Oslo           | Sheila Young              | Atje Keulen-Deelstra            | Monika Pflug                |
| 1974 | Innsbruck      | Leah Poulos               | Atje Keulen-Deelstra            | Monika Pflug                |
| 1975 | Göteborg       | Sheila Young              | Heike Lange                     | Cathy Priestner             |
| 1976 | Berlino Ovest  | Sheila Young              | Leah Poulos                     | Sylvia Burka                |
| 1977 | Alkmaar        | Sylvia Burka              | Leah Poulos                     | Haitske Pijlman             |
| 1978 | Lake Placid    | Ljubov' Sadčikova         | Beth Heiden                     | Erwina Ryś-Ferens           |
| 1979 | Inzell         | Leah Poulos-Mueller       | Beth Heiden                     | Christa Rothenburger        |
| 1980 | West Allis     | Karin Enke                | Leah Poulos-Mueller             | Beth Heiden                 |
| 1981 | Grenoble       | Karin Enke                | Tat'jana Tarasova-Kowalenko     | Natal'ja Petrusëva          |
| 1982 | Alkmaar        | Natal'ja Petrusëva        | Karin Busch                     | Monika Pflug                |
| 1983 | Helsinki       | Karin Enke                | Natal'ja Petrusëva              | Christa Rothenburger        |
| 1984 | Trondheim      | Karin Enke                | Valentina Lalenkova-Golovenkina | Natal'ja Glebova            |
| 1985 | Heerenveen     | Christa Rothenburger      | Angela Stahnke                  | Erwina Ryś-Ferens           |
| 1986 | Karuizawa      | Karin Kania               | Christa Rothenburger            | Bonnie Blair                |
| 1987 | Sainte-Foy     | Karin Kania               | Bonnie Blair                    | Christa Rothenburger        |
| 1988 | West Allis     | Christa Rothenburger      | Karin Kania                     | Bonnie Blair                |
| 1989 | Heerenveen     | Bonnie Blair              | Christa Luding-Rothenburger     | Seiko Hashimoto             |
| 1990 | Tromsø         | Angela Hauck-Stahnke      | Bonnie Blair                    | Christine Aaftink           |
| 1991 | Inzell         | Monique Garbrecht         | Ye Qiaobo                       | Christine Aaftink           |
| 1992 | Oslo           | Ye Qiaobo                 | Bonnie Blair                    | Christa Luding-Rothenburger |
| 1993 | Ikaho          | Ye Qiaobo                 | Bonnie Blair                    | Oksana Ravilova             |
| 1994 | Calgary        | Bonnie Blair              | Angela Hauck-Stahnke            | Xue Ruihong                 |
| 1995 | Milwaukee      | Bonnie Blair              | Oksana Ravilova                 | Franziska Schenk            |
| 1996 | Heerenveen     | Chris Witty               | Edel Therese Høiseth            | Franziska Schenk            |
| 1997 | Hamar          | Franziska Schenk          | Xue Ruihong                     | Chris Witty                 |
| 1998 | Berlino        | Catriona LeMay Doan       | Sabine Völker                   | Chris Witty                 |
| 1999 | Calgary        | Monique Garbrecht         | Catriona LeMay Doan             | Sabine Völker               |
| 2000 | Seul           | Monique Garbrecht         | Chris Witty                     | Marianne Timmer             |
| 2001 | Inzell         | Monique Enfeldt-Garbrecht | Eriko Sanmiya                   | Catriona LeMay Doan         |
| 2002 | Hamar          | Catriona LeMay Doan       | Andrea Nuyt                     | Anžalika Kacjuga            |
| 2003 | Calgary        | Monique Enfeldt-Garbrecht | Cindy Klassen                   | Shihomi Shinya              |
| 2004 | Nagano         | Marianne Timmer           | Anni Friesinger                 | Jennifer Rodriguez          |
| 2005 | Salt Lake City | Jennifer Rodriguez        | Anžalika Kacjuga                | Sabine Völker               |
| 2006 | Heerenveen     | Svetlana Žurova           | Wang Manli                      | Chiara Simionato            |
| 2007 | Hamar          | Anni Friesinger           | Ireen Wüst                      | Cindy Klassen               |
| 2008 | Heerenveen     | Jenny Wolf                | Anni Friesinger                 | Annette Gerritsen           |
| 2009 | Mosca          | Wang Beixing              | Jenny Wolf                      | Yu Jing                     |
| 2010 | Obihiro        | Lee Sang-Hwa              | Sayuri Yoshii                   | Jenny Wolf                  |
| 2011 | Heerenveen     | Christine Nesbitt         | Annette Gerritsen               | Margot Boer                 |
| 2012 | Calgary        | Yu Jing                   | Christine Nesbitt               | Zhang Hong                  |
| 2013 | Salt Lake City | Heather Richardson        | Yu Jing                         | Lee Sang-Hwa                |
| 2014 | Nagano         | Yu Jing                   | Zhang Hong                      | Heather Richardson          |
| 2015 | Astana         | Brittany Bowe             | Heather Richardson              | Karolina Erbanová           |
| 2016 | Seul           | Brittany Bowe             | Heather Richardson-Bergsma      | Jorien ter Mors             |
| 2017 | Calgary        | Nao Kodaira               | Heather Bergsma                 | Jorien ter Mors             |
| 2018 | Changchun      | Jorien ter Mors           | Brittany Bowe                   | Ol'ga Fatkulina             |
| 2019 | Heerenveen     | Nao Kodaira               | Miho Takagi                     | Brittany Bowe               |
| 2020 | Hamar          | Miho Takagi               | Nao Kodaira                     | Ol'ga Fatkulina             |
| 2022 | Hamar          | Jutta Leerdam             | Femke Kok                       | Vanessa Herzog              |
| 2024 | Inzell         | Miho Takagi               | Femke Kok                       | Jutta Leerdam               |

## Medagliere

### Totale
| Pos. | Paese                             | Oro | Argento | Bronzo | Totale |
| ---- | --------------------------------- | --- | ------- | ------ | ------ |
| 1    | Stati Uniti                       | 21  | 23      | 17     | 61     |
| 2    | Paesi Bassi                       | 11  | 15      | 24     | 50     |
| 3    | Unione Sovietica                  | 11  | 10      | 8      | 29     |
| 4    | Canada                            | 10  | 13      | 8      | 31     |
| 5    | Germania Est                      | 10  | 8       | 3      | 21     |
| 6    | Germania                          | 8   | 6       | 6      | 20     |
| 7    | Giappone                          | 7   | 12      | 13     | 32     |
| 8    | Corea del Sud                     | 7   | 3       | 4      | 14     |
| 9    | Cina                              | 6   | 5       | 3      | 14     |
| 10   | Russia                            | 6   | 3       | 4      | 13     |
| 11   | Norvegia                          | 3   | 4       | 5      | 12     |
| 12   | Germania Ovest                    | 2   | 0       | 3      | 5      |
| 13   | Finlandia                         | 1   | 2       | 0      | 3      |
| 14   | Bielorussia                       | 1   | 1       | 1      | 3      |
| 14   | Svezia                            | 1   | 1       | 1      | 3      |
| 16   | Comunità degli Stati Indipendenti | 1   | 0       | 0      | 1      |
| 17   | Polonia                           | 0   | 0       | 2      | 2      |
| 18   | Australia                         | 0   | 0       | 1      | 1      |
| 18   | Italia                            | 0   | 0       | 1      | 1      |
| 18   | Rep. Ceca                         | 0   | 0       | 1      | 1      |
| 18   | Austria                           | 0   | 0       | 1      | 1      |

### Uomini
| Pos. | Paese                             | Oro | Argento | Bronzo | Totale |
| ---- | --------------------------------- | --- | ------- | ------ | ------ |
| 1    | Paesi Bassi                       | 8   | 8       | 14     | 30     |
| 2    | Stati Uniti                       | 8   | 7       | 8      | 23     |
| 3    | Unione Sovietica                  | 8   | 6       | 5      | 19     |
| 4    | Canada                            | 6   | 10      | 4      | 20     |
| 5    | Corea del Sud                     | 6   | 3       | 3      | 12     |
| 6    | Russia                            | 5   | 2       | 1      | 8      |
| 7    | Giappone                          | 3   | 8       | 11     | 22     |
| 8    | Norvegia                          | 3   | 3       | 5      | 11     |
| 9    | Finlandia                         | 1   | 2       | 0      | 3      |
| 10   | Svezia                            | 1   | 1       | 1      | 3      |
| 11   | Bielorussia                       | 1   | 0       | 0      | 1      |
| 11   | Comunità degli Stati Indipendenti | 1   | 0       | 0      | 1      |
| 11   | Germania Ovest                    | 1   | 0       | 0      | 1      |
| 11   | Cina                              | 1   | 0       | 0      | 1      |
| 15   | Germania Est                      | 0   | 2       | 0      | 2      |
| 16   | Germania                          | 0   | 1       | 0      | 1      |
| 17   | Australia                         | 0   | 0       | 1      | 1      |

### Donne
| Pos. | Paese            | Oro | Argento | Bronzo | Totale |
| ---- | ---------------- | --- | ------- | ------ | ------ |
| 1    | Stati Uniti      | 13  | 16      | 9      | 38     |
| 2    | Germania Est     | 10  | 6       | 3      | 19     |
| 3    | Germania         | 8   | 5       | 6      | 19     |
| 4    | Cina             | 5   | 5       | 3      | 13     |
| 5    | Giappone         | 4   | 4       | 2      | 10     |
| 6    | Canada           | 4   | 3       | 4      | 11     |
| 7    | Paesi Bassi      | 3   | 7       | 10     | 20     |
| 8    | Unione Sovietica | 3   | 4       | 3      | 10     |
| 9    | Russia           | 1   | 1       | 3      | 5      |
| 10   | Germania Ovest   | 1   | 0       | 3      | 4      |
| 11   | Corea del Sud    | 1   | 0       | 1      | 2      |
| 12   | Bielorussia      | 0   | 1       | 1      | 2      |
| 13   | Norvegia         | 0   | 1       | 0      | 1      |
| 14   | Polonia          | 0   | 0       | 2      | 2      |
| 15   | Italia           | 0   | 0       | 1      | 1      |
| 15   | Rep. Ceca        | 0   | 0       | 1      | 1ì     |
| 15   | Austria          | 0   | 0       | 1      | 1      |